# پیمان استانبول (۱۷۲۴)
پیمان استانبول، پیمان روسیه و عثمانی یا پیمان تقسیم ایران معاهده‌ای بود که ۲ سال پس از سرنگونی اصفهان از سوی محمود افغان ، در تاریخ ۲۴ ژوئن ۱۷۲۴ (۱۲ ژوئن تقویم ژولینی) بین امپراتوری عثمانی و امپراتوری روسیه بر سر تقسیم بخش‌های زیادی از خاک ایران صفوی بسته شد.

## پیش‌زمینه
وقتی شاه تهماسب دوم از اعلان جنگ عثمانی به ایران آگاه شد سعی کرد با عثمانی از در مسالمت درآید و به این جهت در ژوئیه ۱۷۲۳( ۱۱۳۵ قمری) یکی از درباریان خود به نام مرتضی قلی بیگ را به سفارت به استانبول فرستاد و از دولت عثمانی تقاضا کرد در این موقعیت خطرناک از جنگ با ایران خودداری کند عثمانی‌ها جواب دادند روسیه دربند و بادکوبه را گرفته و افغان‌ها اصفهان را قبضه نموده‌اند و آن‌ها نیز قصد دارند ایروان و تبریز را هم قبل از اینکه به دست دشمنان ایران بیفتد تصرف کنند ولی در صورتی که شاه تهماسب حاضر شود گرجستان و ارمنستان و آذربایجان را به عثمانی واگذار نماید آنها به او كمک خواهند کرد. سفیر ایران پس از دریافت این شرایط غیر قابل قبول راه مراجعت را در پیش گرفت. در اکتبر ۱۷۲۳ نیروهای عثمانی از تفلیس حرکت نموده و گنجه را در محاصره گرفتند. قوای روسی پیشدستی کرده زودتر موفق به تصرف آن شهر شدند و در اثر این حادثه نزديک بود بین نیروهای طرفین زد و خورد در بگیرد. وقتی نپلویف سفیر روسیه در استانبول دولت عثمانی را تهدید به جنگ کرد سلطان احمد سوم از گستاخی وی خشمگین شد و دستور داد او را به زندان افکندند.

## قرارداد تقسیم ایران
پس از چندی با وساطت مارکی دوبوناک سفیر فرانسه که اصرار داشت از بروز اختلاف میان روسیه و عثمانی جلوگیری نماید سفیر روس آزاد شد و در ۲۴ ژوئن ۱۷۲۴ (۱۱۳۶ قمری) قراردادی در مورد تقسیم ایالات ایران با داماد ابراهیم پاشا صدر اعظم عثمانی امضا کرد. به موجب این قرارداد دولت عثمانی تعلق ایالات اشغال شده از طرف قشون روسیه را به انضمام مازندران و استراباد به آن دولت به رسمیت شناخت و خط سرحدی جدیدی بین متصرفات دو کشور از محل تلاقی رودخانه‌های ارس و کورا تا اردبیل ترسیم گردید و تبریز و همدان و کرمانشاه و کلیه نقاط واقع در غرب این خط مرزی متعلق به عثمانی‌ها شناخته شد. ضمناً دو دولت موافقت کردند در صورتی که شاه تهماسب دوم این تغییرات اراضی را به رسمیت شناخت به او كمک نمایند تا سلطنت خود را در باقی خاک ایران به دست آورد ولی اگر سر سختی نشان داد و مخالفت کرد، دو دولت برای اینکه از جانب ایران فراغت خاطر داشته باشند هر کسی را که شایسته‌تر دیدند به سلطنت ایران انتخاب کنند. پس از امضای این قرارداد که مترادف با تجزیه خاک ایران بود عثمانی‌ها در صدد برآمدند سهمیه خود را تصرف کنند لذا ارتش عثمانی به طرف همدان عزیمت نمود و پس از محاصره کوتاهی آن شهر را در اوت ۱۷۲۴ (۱۱۳۶ قمری) تصرف کرد. يک سپاه دیگر عثمانی قلعه ایروان را در محاصره گرفت و پس از سه ماه قلعه مزبور را هم با دادن تلفات زیاد تسخیر کرد و آنگاه ارتش فاتح به سوی تبریز روانه شد. پادگان تبریز شجاعانه در مقابل نیروی مهاجم مقاومت کرد و ترک‌ها ناچار در سپتامبر ۱۷۲۴ از محاصره آن شهر دست برداشتند. در تابستان ۱۷۲۵ یک سپاه عظیم هفتاد هزار نفری عثمانی مجدداً تبریز را محاصره کرد. دفاع شهر قهرمانانه بود و ایرانی‌ها سی هزار و ترک‌ها بیست هزار نفر تلفات دادند تا اینکه عاقبت نیروی عثمانی موفق به تصرف تبریز شد. در پایان تابستان ۱۷۲۵ ترکان عثمانی کلیه ایالات غربی ایران را تصرف کرده نقشه تقسیم ایران را در مورد خودشان عملی کردند. روس‌ها نیز در صدد تصرف نقاطی که به موجب عهدنامه حق خود می‌دانستند بر آمدند. در دسامبر ۱۷۲۴ میخائیل ماتیوشکین با قشون امدادی از بادکوبه با کشتی وارد گیلان شد و در فوریه ۱۷۲۵ (۱۱۳۷ قمری) سپاه ایران را که تعدادش در حدود پانزده هزار نفر بود و به امر شاه تهماسب برای پس گرفتن رشت جمع شده بودند شکست سختی داد در ژوئن آن سال لاهیجان به تصرف روس‌ها درآمد اما دیگر پیشتر از این نرفتند و آن هم به علت مرگ پتر کبیر در ۸ فوریه ۱۷۲۵ بود که نقشه‌های تهاجمی روس‌ها را برای تصرف مازندران و استرآباد بی‌نتیجه کرد.
گرچه ثابت شد که سود این پیمان برای روسیه و عثمانی بسیار ناچیز بود، از آنجایی که روسیه در پیمان رشت (۱۷۳۲) و پیمان گنجه (۱۷۳۵) تمام سرزمین‌های گرفته شده را به ایران بازگشت داد و همچنین ایران توانست در جنگ ایران و عثمانی (۱۷۳۰–۳۵) همه سرزمین‌های اشغال شده توسط عثمانی را باز پس بگیرد.